# Bayerischer Ligapokal (Bayernliga)
Der Bayerische Ligapokal der Bayernliga war ein Turnier innerhalb der Spielzeit 2019–21 der Bayernliga. Er wurde am 3. Oktober 2020 eröffnet. Hintergrund war die COVID-19-Pandemie, aufgrund derer die Saison 2019/20 als Spielzeit 2019–21 bis ins Jahr 2021 verlängert wurde und deren restliche noch auszutragende Partien keinen regelmäßigen Spielbetrieb bis zum Frühjahr 2021 zugelassen hätten.
Die beiden Sieger hätten, falls sie im Frühjahr 2021 in der Liga auf einem Abstiegs- oder Abstiegsrelegationsplatz gestanden hätten, die Klasse gehalten. Hätten sie zu diesem Zeitpunkt eine bessere Platzierung belegt, hätten sie an einem Aufstiegs-Play-off zur Regionalliga teilgenommen.
Nach zwei gespielten Partien entschied der ausrichtende BFV Anfang April 2021 den vorzeitigen Abbruch des Wettbewerbs. In Folge der COVID-19-Pandemie war seit Ende Oktober 2020 kein Fußball in Bayern auf Landesebene mehr möglich.

## Modus
Die 35 Teilnehmer der Spielzeit 2019–21 wurden vorab in Gruppen eingeteilt, wobei die regionale Nähe berücksichtigt wurde, jedoch wurde auch hier an den Ligen Nord und Süd festgehalten. Innerhalb jeder Gruppe hätte mit Hin- und Rückspielen gegeneinander gespielt werden sollen, um die 34 besten Mannschaften zu ermitteln, die in die Finalrunde eingezogen wären. Während aus der Bayernliga Nord pro Gruppe die besten vier Teams weitergekommen wären, wären aus der Staffel Süd alle Teilnehmer in die nächste Runde vorgerückt.
Die Finalrunde hätte mit einer Zwischenrunde, in der die Teams der Staffel Nord mit Hin- und Rückspielen die Teilnehmer am Viertelfinale ermitteln sollten, begonnen. Die Mannschaften der Staffel Süd wären hingegen in drei Sechsergruppen eingeteilt worden, in denen eine einfache Runde gespielt worden wäre. Aus der Vorrunde hätten die Erstplatzierten drei, die Zweitplatzierten zwei und die Drittplatzierten einen Punkt in die Zwischenrunde mitgenommen. Die beiden besten Teilnehmer der drei Zwischenrundengruppen sowie die zwei besten Dritten wären ins Viertelfinale eingezogen. Ab dann wäre in beiden Wettbewerben nur noch im KO-Modus gespielt worden.

## Staffel Nord

### Gruppenphase

#### Gruppe Nordwest
| Pl. | Verein           | Sp. | S | U | N | Tore    | Diff. | Punkte |
| --- | ---------------- | --- | - | - | - | ------- | ----- | ------ |
| 1.  | TSV Großbardorf  | 0   | 0 | 0 | 0 | 000:000 | ±0    | 0      |
| 2.  | Würzburger FV    | 0   | 0 | 0 | 0 | 000:000 | ±0    | 0      |
| 3.  | TSV Abtswind     | 0   | 0 | 0 | 0 | 000:000 | ±0    | 0      |
| 4.  | TSV Karlburg     | 0   | 0 | 0 | 0 | 000:000 | ±0    | 0      |
| 5.  | FC Viktoria Kahl | 0   | 0 | 0 | 0 | 000:000 | ±0    | 0      |

| Gruppe Nordwest  | TSV Großbardorf | Würzburger FV | TSV Abtswind | TSV Karlburg | FC Viktoria Kahl |
| ---------------- | --------------- | ------------- | ------------ | ------------ | ---------------- |
| TSV Großbardorf  |                 | –             | –            | –            | –                |
| Würzburger FV    | –               |               | –            | –            | –                |
| TSV Karlburg     | –               | –             |              | –            | –                |
| TSV Aubstadt     | –               | –             | –            |              | –                |
| FC Viktoria Kahl | –               | –             | –            | –            |                  |

#### Gruppe Nordost
| Pl.             | Verein                | Sp. | S | U | N | Tore    | Diff. | Punkte |
| --------------- | --------------------- | --- | - | - | - | ------- | ----- | ------ |
| 1.              | SpVgg Bayern Hof      | 1   | 0 | 1 | 0 | 004:400 | ±0    | 01     |
| 1.              | 1. FC Sand            | 1   | 0 | 1 | 0 | 004:400 | ±0    | 01     |
| 3.              | FC Eintracht Bamberg  | 0   | 0 | 0 | 0 | 000:000 | ±0    | 0      |
| 4.              | DJK Don Bosco Bamberg | 0   | 0 | 0 | 0 | 000:000 | ±0    | 0      |
| Stand: Endstand |                       |     |   |   |   |         |       |        |

| FC Eintracht Bamberg  |   | – | – | –   |
| SpVgg Bayern Hof      | – |   | – | 4:4 |
| DJK Don Bosco Bamberg | – | – |   | –   |
| 1. FC Sand            | – | – | – |     |
| Stand: Endstand       |   |   |   |     |

#### Gruppe Südwest
| Pl.             | Verein           | Sp. | S | U | N | Tore    | Diff. | Punkte |
| --------------- | ---------------- | --- | - | - | - | ------- | ----- | ------ |
| 1.              | SpVgg Ansbach 09 | 1   | 1 | 0 | 0 | 006:200 | +4    | 03     |
| 2.              | SC Eltersdorf    | 0   | 0 | 0 | 0 | 000:000 | ±0    | 0      |
| 3.              | SV Seligenporten | 0   | 0 | 0 | 0 | 000:000 | ±0    | 0      |
| 4.              | ATSV Erlangen    | 1   | 0 | 0 | 1 | 002:600 | −4    | 0      |
| Stand: Endstand |                  |     |   |   |   |         |       |        |

| SC Eltersdorf    |   | – | –   | – |
| SV Seligenporten | – |   | –   | – |
| ATSV Erlangen    | – | – |     | – |
| SpVgg Ansbach 09 | – | – | 6:2 |   |
| Stand: Endstand  |   |   |     |   |

#### Gruppe Südost
| Pl. | Verein        | Sp. | S | U | N | Tore    | Diff. | Punkte |
| --- | ------------- | --- | - | - | - | ------- | ----- | ------ |
| 1.  | DJK Vilzing   | 0   | 0 | 0 | 0 | 000:000 | ±0    | 0      |
| 2.  | DJK Ammerthal | 0   | 0 | 0 | 0 | 000:000 | ±0    | 0      |
| 3.  | ASV Cham      | 0   | 0 | 0 | 0 | 000:000 | ±0    | 0      |
| 4.  | DJK Gebenbach | 0   | 0 | 0 | 0 | 000:000 | ±0    | 0      |

| Gruppe Südost | DJK Vilzing | DJK Ammerthal | ASV Cham | DJK Gebenbach |
| ------------- | ----------- | ------------- | -------- | ------------- |
| DJK Vilzing   |             | –             | –        | –             |
| DJK Ammerthal | –           |               | –        | –             |
| ASV Cham      | –           | –             |          | –             |
| DJK Gebenbach | –           | –             | –        |               |

## Staffel Süd

### Gruppenphase

#### Gruppe 1
| Pl. | Verein                | Sp. | S | U | N | Tore    | Diff. | Punkte |
| --- | --------------------- | --- | - | - | - | ------- | ----- | ------ |
| 1.  | Türkspor Augsburg     | 0   | 0 | 0 | 0 | 000:000 | ±0    | 0      |
| 2.  | TSV Schwaben Augsburg | 0   | 0 | 0 | 0 | 000:000 | ±0    | 0      |
| 3.  | TSV 1861 Nördlingen   | 0   | 0 | 0 | 0 | 000:000 | ±0    | 0      |

| Gruppe 1              | Türkspor Augsburg | TSV Schwaben Augsburg | TSV 1861 Nördlingen |
| --------------------- | ----------------- | --------------------- | ------------------- |
| Türkspor Augsburg     |                   | –                     | –                   |
| TSV Schwaben Augsburg | –                 |                       | –                   |
| TSV 1861 Nördlingen   | –                 | –                     |                     |

#### Gruppe 2
| Pl. | Verein            | Sp. | S | U | N | Tore    | Diff. | Punkte |
| --- | ----------------- | --- | - | - | - | ------- | ----- | ------ |
| 1.  | TSV Schwabmünchen | 0   | 0 | 0 | 0 | 000:000 | ±0    | 0      |
| 2.  | TSV 1874 Kottern  | 0   | 0 | 0 | 0 | 000:000 | ±0    | 0      |
| 3.  | TSV Landsberg     | 0   | 0 | 0 | 0 | 000:000 | ±0    | 0      |

| Gruppe 2          | TSV Schwabmünchen | TSV 1874 Kottern | TSV Landsberg |
| ----------------- | ----------------- | ---------------- | ------------- |
| TSV Schwabmünchen |                   | –                | –             |
| TSV 1874 Kottern  | –                 |                  | –             |
| TSV Landsberg     | –                 | –                |               |

#### Gruppe 3
| Pl. | Verein              | Sp. | S | U | N | Tore    | Diff. | Punkte |
| --- | ------------------- | --- | - | - | - | ------- | ----- | ------ |
| 1.  | FC Pipinsried       | 0   | 0 | 0 | 0 | 000:000 | ±0    | 0      |
| 2.  | FC Ingolstadt 04 II | 0   | 0 | 0 | 0 | 000:000 | ±0    | 0      |
| 3.  | TSV Dachau 1865     | 0   | 0 | 0 | 0 | 000:000 | ±0    | 0      |

| Gruppe 3            | FC Pipinsried | TSV 1874 Kottern | TSV Dachau 1865 |
| ------------------- | ------------- | ---------------- | --------------- |
| FC Pipinsried       |               | –                | –               |
| FC Ingolstadt 04 II | –             |                  | –               |
| TSV Dachau 1865     | –             | –                |                 |

#### Gruppe 4
| Pl. | Verein              | Sp. | S | U | N | Tore    | Diff. | Punkte |
| --- | ------------------- | --- | - | - | - | ------- | ----- | ------ |
| 1.  | FC Deisenhofen      | 0   | 0 | 0 | 0 | 000:000 | ±0    | 0      |
| 2.  | TSV 1860 München II | 0   | 0 | 0 | 0 | 000:000 | ±0    | 0      |
| 3.  | FC Ismaning         | 0   | 0 | 0 | 0 | 000:000 | ±0    | 0      |

| Gruppe 4            | FC Deisenhofen | TSV 1860 München II | FC Ismaning |
| ------------------- | -------------- | ------------------- | ----------- |
| FC Deisenhofen      |                | –                   | –           |
| TSV 1860 München II | –              |                     | –           |
| FC Ismaning         | –              | –                   |             |

#### Gruppe 5
| Pl. | Verein                 | Sp. | S | U | N | Tore    | Diff. | Punkte |
| --- | ---------------------- | --- | - | - | - | ------- | ----- | ------ |
| 1.  | SV Donaustauf          | 0   | 0 | 0 | 0 | 000:000 | ±0    | 0      |
| 2.  | SpVgg Hankofen-Hailing | 0   | 0 | 0 | 0 | 000:000 | ±0    | 0      |
| 3.  | SSV Jahn Regensburg II | 0   | 0 | 0 | 0 | 000:000 | ±0    | 0      |

| Gruppe 5               | SV Donaustauf | SpVgg Hankofen-Hailing | SSV Jahn Regensburg II |
| ---------------------- | ------------- | ---------------------- | ---------------------- |
| SV Donaustauf          |               | –                      | –                      |
| SpVgg Hankofen-Hailing | –             |                        | –                      |
| SSV Jahn Regensburg II | –             | –                      |                        |

#### Gruppe 6
| Pl. | Verein              | Sp. | S | U | N | Tore    | Diff. | Punkte |
| --- | ------------------- | --- | - | - | - | ------- | ----- | ------ |
| 1.  | TSV 1880 Wasserburg | 0   | 0 | 0 | 0 | 000:000 | ±0    | 0      |
| 2.  | SV Kirchanschöring  | 0   | 0 | 0 | 0 | 000:000 | ±0    | 0      |
| 3.  | SV Pullach          | 0   | 0 | 0 | 0 | 000:000 | ±0    | 0      |

| Gruppe 6            | TSV 1880 Wasserburg | SV Kirchanschöring | SV Pullach |
| ------------------- | ------------------- | ------------------ | ---------- |
| TSV 1880 Wasserburg |                     | –                  | –          |
| SV Kirchanschöring  | –                   |                    | –          |
| SV Pullach          | –                   | –                  |            |